# 南昌原駅
南昌原駅（ナムチャンウォンえき）は大韓民国慶尚南道昌原市城山区
熊南洞にある、韓国鉄道公社（KORAIL）鎮海線の駅である。

## 駅構造
- 島式ホーム1面2線の地上駅。

## 歴史
- 1926年11月11日：上南駅として開業[1]。
- 1981年10月5日：線路移設に伴い上南駅が廃止され、現在の位置に南昌原駅が設置される[2]。
- 2006年11月1日：旅客取扱中止。
- 2008年11月1日：貨物取扱中止。

## 隣の駅
韓国鉄道公社
鎮海線
新昌原駅 - 南昌原駅 - 聖住寺駅